# In un giorno qualunque (Marco Mengoni)
In un giorno qualunque è un singolo del cantautore italiano Marco Mengoni, pubblicato il 1º ottobre 2010 come primo estratto dal primo album dal vivo Re matto live.

## Descrizione
La versione pubblicata come singolo è una nuova versione composta in occasione dell'uscita dell'album dal vivo. Tale versione è stata successivamente scelta per far parte della colonna sonora del film Una cella in due con Massimo Ceccherini, Maurizio Battista e Enzo Salvi.
Il brano è inoltre apparso nella raccolta Love... per sempre.

## Video musicale
Il brano è stato accompagnato da un video girato a Roma, da un'idea di Marco Mengoni e Stella Fabiani, sotto la direzione di Francesco Fei. Il video è stato reso disponibile in anteprima sul sito web ufficiale del cantante a partire dall'8 ottobre 2010.

## Tracce
Testi di Marco Mengoni e Piero Calabrese, musiche di Piero Calabrese.
1. In un giorno qualunque (New Version) – 3:45

## Classifiche

### Classifiche settimanali
| Classifica (2010) | Posizione massima |
| ----------------- | ----------------- |
| Italia            | 5                 |

### Classifiche di fine anno
| Classifica (2010) | Posizione |
| ----------------- | --------- |
| Italia            | 73        |